# Dona Dona (album)
Dona Dona (ドナドナ?) è il decimo album della rock band visual kei giapponese Plastic Tree. È stato pubblicato il 23 dicembre 2009 dalla Universal Music Japan.
Esistono due edizioni dell'album: una normale con custodia jewel case, ed una speciale in edizione limitata con custodia jewel case, cover diversa e DVD extra.
Dona Dona è il primo album realizzato dai Plastic Tree con il batterista Kenken Satō, che si è unito alla band nel luglio del 2009.
Il titolo dell'album proviene dalla nota canzone ebraica Dona Dona, che ha raggiunto il successo negli anni sessanta grazie all'interpretazione di Joan Baez.

## Tracce
Dopo il titolo è indicata fra parentesi "()" la grafia originale del titolo, eventuali note sono riportate dopo il punto e virgola ";".
1. 1999 (1999?) - 4:59 (Ryūtarō Arimura - Akira Nakayama)
2. Fukurō (Dona Dona ban) (梟（ドナドナ版）?) - 5:05 (Ryūtarō Arimura - Ryūtarō Arimura, Tadashi Hasegawa)
3. Etcetera[1] (エとセとラ?) - 4:15 (Ryūtarō Arimura)
4. sunset bloody sunset (sunset bloody sunset?) - 4:44 (Akira Nakayama)
5. Concent···---···[2] (コンセント・・・ーーー・・・?) - 5:28 (Ryūtarō Arimura - Akira Nakayama)
6. Gagaji (ガガジ?) - 3:44 (Tadashi Hasegawa)
7. Sanatorium (Dona Dona ban) (サナトリウム（ドナドナ版）?) - 5:41 (Ryūtarō Arimura - Tadashi Hasegawa)
8. Dona Dona (ドナドナ?) - 5:33 (Ryūtarō Arimura)
9. ---Anten. (ーーー暗転。?) - 6:54 (Ryūtarō Arimura, Akira Nakayama, Tadashi Hasegawa, Kenken Satō)
10. Yasashisa kurabu[3] (やさしさ倶楽部?) - 2:03 (Ryūtarō Arimura, Akira Nakayama, Tadashi Hasegawa, Kenken Satō); bonus track presente solo nell'edizione normale dell'album

### DVD
Registrazione di un concerto gratuito tenutosi presso il parco di Yoyogi di Shibuya il 10/06/2009.
1. Fukurō (梟?)
2. Ruisen kairo (涙腺回路?)
3. Replay (リプレイ?)
4. Hate Red, Dip It (ヘイト・レッド、ディップ・イット?)
5. Melancholic (メランコリック?)

## Singoli
- 10/06/2009 - Fukurō
- 28/10/2009 - Sanatorium

## Formazione
- Ryūtarō Arimura - voce e seconda chitarra
- Akira Nakayama - chitarra, cori, PC
- Tadashi Hasegawa - basso e cori
- Kenken Satō - batteria